# Herzogsgruft

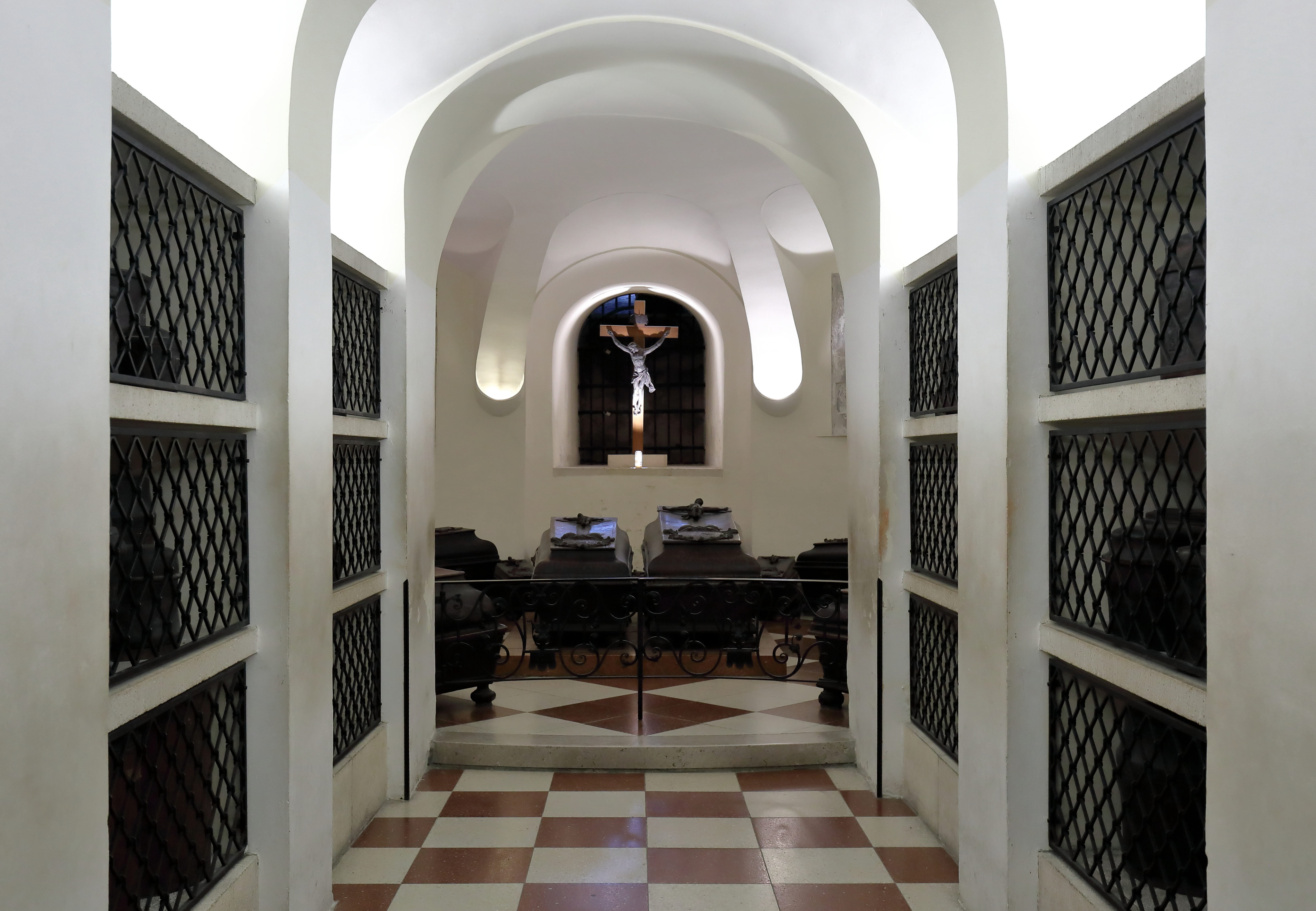
Die Herzogsgruft

Die Herzogsgruft befindet sich unter dem Mittelchor des Wiener Stephansdomes und wurde um 1363 von Herzog Rudolf IV. in Auftrag gegeben.
Sie war der erste Bauabschnitt der später so genannten „Katakomben von St. Stephan“ und diente den Habsburgern bis über die Mitte des 16. Jahrhunderts hinaus als wichtigste Familiengrablege. Weiters wurden hier von 1654 bis 1878 im Zuge der „Getrennten Bestattung“ Urnen mit den Eingeweiden oder Herzen von 56 Habsburgern beigesetzt.

## Geschichte
Ursprünglich bestand die Gruft aus einem rechteckigen gewölbten Raum unter dem Mittelchor und in der Längsachse des Doms ausgerichtet (der jetzt als Urnenraum genutzt wird). Der Zugang erfolgte über einen 24-stufigen Abgang, der von zwei Gruftplatten abgedeckt wurde. Nach der Beisetzung Erzherzog Karls (1565–1566), Sohn von Kaiser Maximilian II., geriet die Gruft in Vergessenheit. Als sich der kaiserliche Kammerdiener Schnepf unweit der Herzogsgruft eine Familiengruft errichten ließ, wurde die alte Habsburger-Grablege 1645 wiederentdeckt.
Der römisch-deutsche König Ferdinand IV. († 1654) verfügte testamentarisch, dass sein Herz unter der Loretokapelle der Augustinerkirche bestattet werden sollte. Die Eingeweide der verstorbenen Habsburger sollten hingegen in der Herzogsgruft des Stephansdoms beigesetzt werden. Damit begründete er den Brauch, dass auch die folgenden Habsburger ihre Eingeweide oder Herzen getrennt bestatten ließen. Die erste Beisetzung einer Eingeweide-Urne in der Herzogsgruft fand 1654 statt. Die Intestina wurden dabei in Seidentücher gehüllt, in meist kupfernen Behältnissen in Spiritus eingelegt und diese dann zugelötet. In manchen Fällen enthalten die Kupferkessel der Herzogsgruft neben den Eingeweiden auch die Augen und das Gehirn der betreffenden Verstorbenen. Von sechs Personen – allesamt frühverstorbene Kinder – befinden sich neben ihren Eingeweide-Urnen auch ihre Herz-Urnen in der Herzogsgruft, und nicht in der eigentlichen Herzgruft der Habsburger in der Wiener Augustinerkirche.

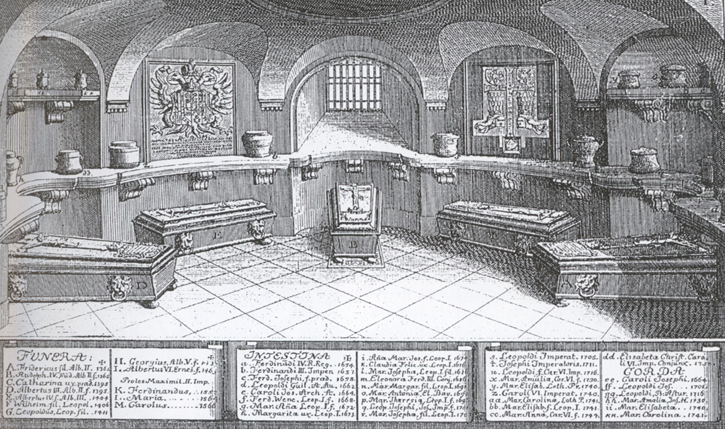
Kupferstich der Herzogsgruft von Salomon Kleiner (um 1758) nach dem Umbau unter Maria Theresia. Neben den Sarkophagen sind zahlreiche Urnen der Eingeweidebestattungen zu erkennen.

1754 befanden sich in der Herzogsgruft mit ihrem damals rechteckigen Grundriss 12 Särge und 39 Urnen mit Eingeweiden oder Herzen. In den Jahren 1754 und 1755 ließ Maria Theresia die Grablege um einen ovalen Raum Richtung Osten erweitern und die Gebeine ihrer Vorfahren, deren alte Särge man 1739 geöffnet hatte und die von Marquard Herrgott dokumentiert wurden, in neue Sarkophage umbetten.
Eine „Getrennte Bestattung“ mit Aufteilung eines Körpers auf alle drei traditionellen Wiener Begräbnisstätten der Habsburger (Kaisergruft, Herzgruft, Herzogsgruft) erhielten im Laufe der Zeit 41 Familienmitglieder – diese sind in der untenstehenden Liste mit Stern (*) markiert. Nach dem Tod des Herzogs von Reichstadt 1832 erfolgten nur zwei weitere Beisetzungen von Eingeweide-Urnen in der Herzogsgruft, weil  die Intestina gegen Ende des 19. Jahrhunderts aufgrund neuer Methoden der Leichenkonservierung mittels Formaldehyd im Normalfall nicht mehr separat bestattet wurden. Erzherzog Franz Karl († 1878), der Vater Kaiser Franz Josephs, ist der letzte Habsburger, dessen Eingeweide nach dem alten Hofprotokoll der „Getrennten Bestattung“ in der Herzogsgruft des Stephansdomes  beigesetzt wurden.
1956 erfolgte eine Renovierung und Umgestaltung der Herzogsgruft, dabei wurden die Särge im ovalen Gruftraum neu positioniert und im rechteckigen Gruftraum Nischen eingebaut, in denen man hinter Gittern die Urnen mit Eingeweiden oder Herzen der Habsburger aufstellte. 1967 erfolgte eine neuerliche Umgestaltung der Herzogsgruft.

## Liste der Metallsarkophage
In Metallsarkophagen sind folgende Personen beigesetzt:

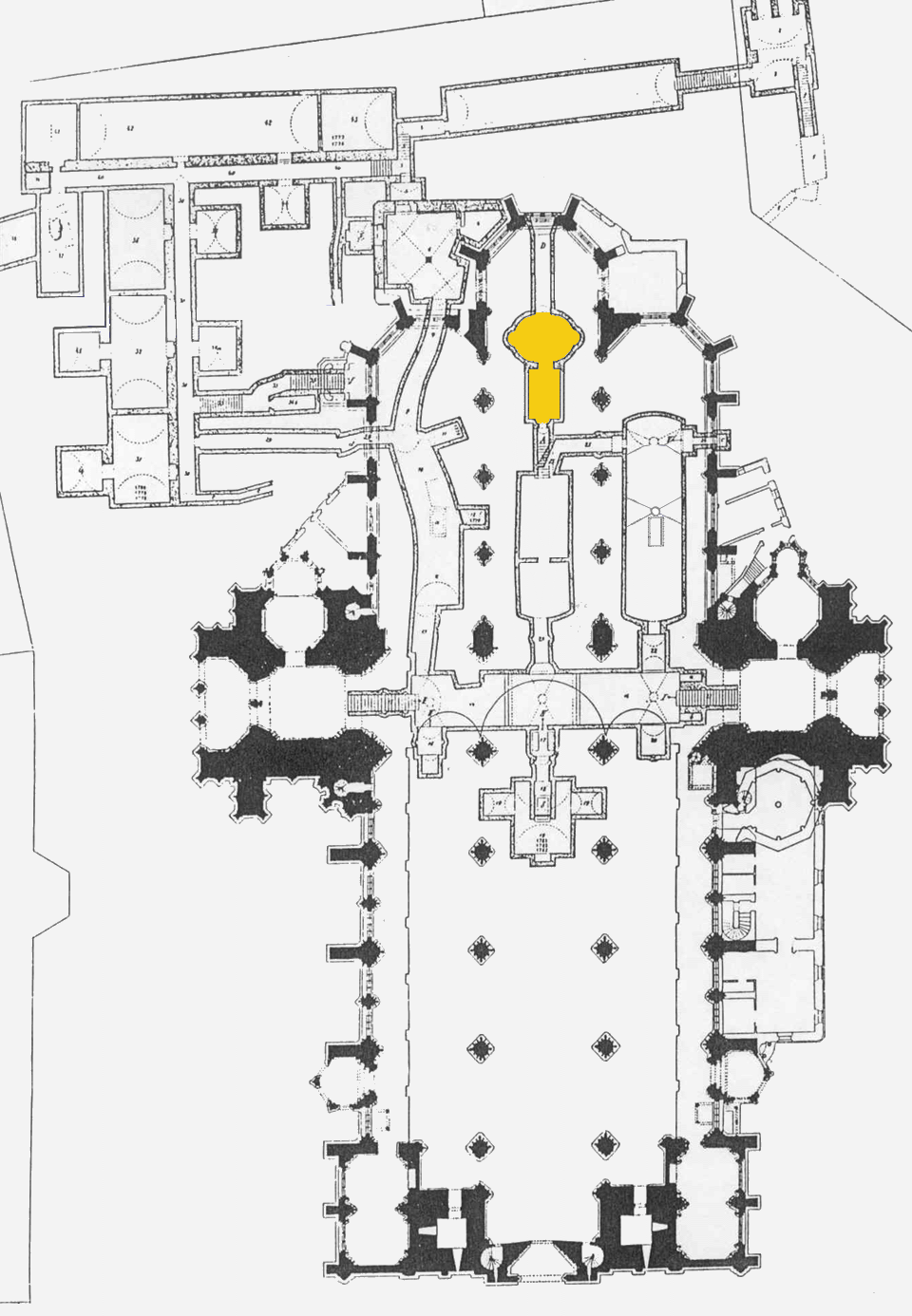
Lage der Herzogsgruft in den „Katakomben von St. Stephan“

1. Friedrich III., Herzog von Österreich (1347–1362) – Sohn von Herzog Albrecht II.
2. Rudolf IV., Erzherzog von Österreich (1339–1365) – Sohn von Herzog Albrecht II.
3. Katharina von Luxemburg (1342–1395) – Gemahlin von Erzherzog Rudolf IV.
4. Albrecht III., Erzherzog von Österreich (1348–1395) – Sohn von Herzog Albrecht II.
5. Albrecht IV., Erzherzog von Österreich (1377–1404) – Sohn von Erzherzog Albrecht III.
6. Wilhelm, Erzherzog von Österreich (1370–1406) – Sohn von Herzog Leopold III.
7. Leopold IV., Erzherzog von Österreich (1371–1411) – Sohn von Herzog Leopold III.
8. Erzherzog Georg (1435–1435) – Sohn des römisch-deutschen Königs Albrecht II.
9. Albrecht VI., Erzherzog von Österreich (1418–1463) – Sohn von Erzherzog Ernst I.
10. Erzherzog Ferdinand (1551–1552) – Sohn von Kaiser Maximilian II.
11. Erzherzogin Maria (1564–1564) – Tochter von Kaiser Maximilian II.
12. Erzherzog Karl (1565–1566) – Sohn von Kaiser Maximilian II.
13. Elisabeth von Österreich (1554–1592) – Tochter von Kaiser Maximilian II., Gemahlin von König Karl IX. von Frankreich, ursprünglich in dem von ihr gegründeten Königinkloster in Wien bestattet und nach dessen Auflösung 1782 hierher übertragen
14. Friedrich III., römisch-deutscher König (1289–1330) – Sohn des römisch-deutschen Königs Albrecht I., ursprünglich in der von ihm gestifteten Kartause Mauerbach beigesetzt und nach deren Auflösung 1783 hierher übertragen
15. Eleonora Gonzaga (1598–1655) – zweite Gemahlin von Kaiser Ferdinand II., ursprünglich in dem von ihr gegründeten Karmelitinnenkloster in der Leopoldstadt beigesetzt und 1783 hierher übertragen

Neben diesen 15 Personen wurden in der Herzogsgruft auch fünf Kinder Herzog Albrechts II. begraben, die vor 1337 entweder tot geboren wurden oder kurz nach der Geburt namenlos starben, ebenso Anne Eleonore von Lothringen (1645–1646), eine Tochter des Herzogs Nikolaus II. von Lothringen.

## Liste der Eingeweideurnen
1. * Anna von Tirol (1585–1618) – Gemahlin von Kaiser Matthias
2. * Kaiser Matthias (1557–1619) – Sohn von Kaiser Maximilian II.
3. Kaiser Ferdinand II. (1578–1637) – Sohn von Erzherzog Karl II. von Innerösterreich
4. * König Ferdinand IV. (1633–1654) – Sohn von Kaiser Ferdinand III.
5. Kaiser Ferdinand III. (1608–1657) –  Sohn von Kaiser Ferdinand II.
6. Erzherzog Ferdinand Joseph (1657–1658) – Sohn von Kaiser Ferdinand III.
7. * Erzherzog Leopold Wilhelm (1614–1662) –  Sohn von Kaiser Ferdinand II.
8. Erzherzog Karl Joseph (1649–1664) –  Sohn von Kaiser Ferdinand III.
9. Erzherzog Ferdinand Wenzel (1667–1668) – Sohn von Kaiser Leopold I.; auch Herzurne in der Herzogsgruft
10. Erzherzog Johann Leopold (*/† 1670) – Sohn von Kaiser Leopold I.
11. Erzherzogin Maria Anna Antonie (*/† 1672) – Tochter von Kaiser Leopold I.
12. * Kaiserin Margaretha Theresia (1651–1673) – 1. Gemahlin Kaiser Leopolds I.
13. Erzherzogin Anna Maria Sophie (*/† 1674) – Tochter von Kaiser Leopold I.
14. Kaiserin Claudia Felizitas (1653–1676) – 2. Gemahlin Kaiser Leopolds I.
15. Erzherzogin Maria Josepha Klementine (1675–1676) – Tochter von Kaiser Leopold I.
16. * Kaiserin Eleonore Magdalene (1628–1686) – 3. Gemahlin Kaiser Ferdinands III.
17. Erzherzogin Maria Margaretha (1690–1691) – Tochter von Kaiser Leopold I.; auch Herzurne in der Herzogsgruft
18. * Erzherzogin Maria Antonia (1669–1692) – Tochter von Kaiser Leopold I.
19. * Erzherzogin Maria Theresia (1684–1696) – Tochter von Kaiser Leopold I.
20. Erzherzog Leopold Joseph (1700–1701) – Sohn von Kaiser Joseph I.; auch Herzurne in der Herzogsgruft
21. * Erzherzogin Maria Josepha (1687–1703) – Tochter von Kaiser Leopold I.
22. * Kaiser Leopold I. (1640–1705) – Sohn von Kaiser Ferdinand III.
23. * Kaiser Joseph I. (1678–1711) – Sohn von Kaiser Leopold I.
24. Erzherzog Leopold Johann (*/† 1716) – Sohn von Kaiser Karl VI.; auch Herzurne in der Herzogsgruft
25. * Erzherzogin Maria Amalia (1724–1730) – Tochter von Kaiser Karl VI.
26. Erzherzogin Maria Elisabeth (1737–1740) – Tochter von Kaiser Franz I. Stephan; auch Herzurne in der Herzogsgruft
27. * Kaiser Karl VI. (1685–1740) – Sohn von Kaiser Leopold I.
28. Erzherzogin Marie Karolina (1740–1741) – Tochter von Kaiser Franz I. Stephan; auch Herzurne in der Herzogsgruft
29. * Erzherzogin Maria Elisabeth (1680–1741) – Tochter von Kaiser Leopold I.
30. * Erzherzogin Maria Anna (1718–1744) – Tochter von Kaiser Karl VI.
31. * Kaiserin Elisabeth Christine (1691–1750) – Gemahlin von Kaiser Karl VI.
32. * Erzherzog Karl Joseph (1745–1761) – Sohn von Kaiser Franz I. Stephan
33. * Erzherzogin Johanna Gabriela (1750–1762) – Tochter von Kaiser Franz I. Stephan
34. * Kaiser Franz I. Stephan (1708–1765) – Schwiegersohn von Kaiser Karl VI., Gemahl von Kaiserin Maria Theresia
35. * Kaiserin Maria Theresia (1717–1780) – Tochter von Kaiser Karl VI., Gemahlin von Kaiser Franz I. Stephan
36. * Erzherzogin Louise Elisabeth (1790–1791) – Tochter von Kaiser Franz II.
37. * Kaiser Leopold II. (1747–1792) – Sohn von Kaiser Franz I. Stephan
38. * Kaiserin Maria Ludovica (1745–1792) – Gemahlin von Kaiser Leopold II.
39. * Erzherzogin Karoline Leopoldine (1794–1795) – Tochter von Kaiser Franz II.
40. * Erzherzog Alexander Leopold (1772–1795) – Sohn von Kaiser Leopold II.
41. * Erzherzogin Maria Christine (1742–1798) – Tochter von Kaiser Franz I. Stephan
42. * Erzherzogin Maria Amalia (1780–1798) – Tochter von Kaiser Leopold II.
43. * Erzherzogin Karoline Louise (1795–1799) – Tochter von Kaiser Franz II.
44. * Erzherzog Maximilian Franz (1756–1801) – Sohn von Kaiser Franz I. Stephan
45. * Erzherzogin Carolina Ferdinanda (1793–1802) –  Tochter von Großherzog Ferdinands III. von Toskana
46. * Großherzogin Luisa Maria (1773–1802) –  1. Gemahlin von Großherzog Ferdinands III. von Toskana
47. * Erzherzog Ferdinand Karl Anton (1754–1806) – Sohn von Kaiser Franz I. Stephan
48. * Kaiserin Maria Theresia Caroline (1772–1807) – 2. Gemahlin von Kaiser Franz II.
49. * Erzherzog Joseph Franz Leopold (1799–1807) – Sohn von Kaiser Franz II.
50. * Erzherzog Johann Nepomuk (1805–1809) – Sohn von Kaiser Franz II.
51. * Erzherzogin Maria Karolina (1752–1814) – Tochter von Kaiser Franz I. Stephan
52. * Kaiserin Maria Ludovika (1787–1816) – 3. Gemahlin von Kaiser Franz II.
53. * Albert, Herzog von Sachsen-Teschen (1738–1822) – Gemahl der Erzherzogin Maria Christine
54. * Franz, Herzog von Reichstadt (1811–1832) – Sohn von  Erzherzogin Marie-Louise & Napoleon I.[8]
55. * Kaiser Ferdinand I. (1793–1875) –  Sohn von Kaiser Franz II.
56. * Erzherzog Franz Karl (1802–1878) –  Sohn von Kaiser Franz II.

## Liste der Herzurnen
1. Erzherzog Ferdinand Wenzel (1667–1668) – Sohn von Kaiser Leopold I.; auch Eingeweideurne in der Herzogsgruft
2. Erzherzogin Maria Margaretha (1690–1691) – Tochter von Kaiser Leopold I.; auch Eingeweideurne in der Herzogsgruft
3. Erzherzog Leopold Joseph (1700–1701) – Sohn von Kaiser Joseph I.; auch Eingeweideurne in der Herzogsgruft
4. Erzherzog Leopold Johann (*/† 1716) – Sohn von Kaiser Karl VI.; auch Eingeweideurne in der Herzogsgruft
5. Erzherzogin Maria Elisabeth (1737–1740) – Tochter von Kaiser Franz I. Stephan; auch Eingeweideurne in der Herzogsgruft
6. Erzherzogin Marie Karolina (1740–1741) – Tochter von Kaiser Franz I. Stephan; auch Eingeweideurne in der Herzogsgruft

## Würdigung
Neben der Kapuzinergruft ist die Sammlung von Eingeweide- und Herzurnen auf kleinstem Raum in der Herzogsgruft des Stephansdoms das bedeutendste Reliquarium sterblicher Überreste österreichischer Herrscher und deren Familien und damit ein bedeutendes Denkmal europäischer Geschichte, das vom 17. bis in das 19. Jahrhundert reicht.